# Монгольско-чешские отношения
Монгольско-чешские отношения — двусторонние дипломатические отношения между Монголией и Чехией. Чехия имеет посольство в Улан-Баторе, а Монголия — в Праге. Официально отношения были установлены 25 апреля 1950 года.

## История

### Ранний период
- Дипломатические отношения были официально установлены 25 апреля 1950 года
- К 1980 году Чехословакия занимала второе место среди торговых партнеров Монголии, уступая только СССР

### Период после распада Чехословакии
- В 1993 году Монголия установила дипломатические отношения с независимой Чехией
- Посольство Чехии в Улан-Баторе было открыто в 1999 году
- К 1990 году на долю Чехословакии приходилось около 1% общего импорта Монголии

### Современные отношения
- В 2002 году Чехия реализовала проект по обеспечению водой жителей монгольского аймака Дундговь, включающий строительство завода по очистке воды в городе Мандалгоби
- К 2005 году объем двусторонней торговли достиг 5 миллионов долларов
- В 2009 году монгольские палеонтологи выбрали чешских специалистов для совместной экспедиции в пустыне Гоби, предпочтя их ученым из США, Швейцарии и Германии